# Paul Emil von Lettow-Vorbeck
Paul Emil von Lettow-Vorbeck (Saarlouis, 20 marzo 1870 – Amburgo, 9 marzo 1964) è stato un generale tedesco.
Fu a capo delle forze tedesche nella campagna dell'Africa Orientale durante la prima guerra mondiale, l'unica campagna militare della guerra in cui la Germania rimase imbattuta.

## Le origini
Nato in una famiglia di tradizioni militari, studiò l'arte militare ricoprendo la carica di ufficiale di artiglieria. Inviato in Cina nel 1900 per reprimere la Rivolta dei Boxer, tra il 1904 e il 1908 ebbe poi il compito di soffocare la ribellione degli Ottentotti e degli Herero nell'Africa Tedesca del Sud-Ovest (corrispondente all'attuale Namibia). Ferito all'occhio sinistro, si vide costretto a ricevere cure mediche in Sudafrica. Durante la sua permanenza in questo paese, si guadagnò l'amicizia di Jan Smuts, suo futuro avversario nella Grande Guerra.
Von Lettow-Vorbeck fu poi a capo del Secondo Battaglione della Marina Tedesca dal gennaio 1909 al gennaio del 1913. Comandò inoltre le forze note come “Schutztruppe” in Camerun.

## La prima guerra mondiale

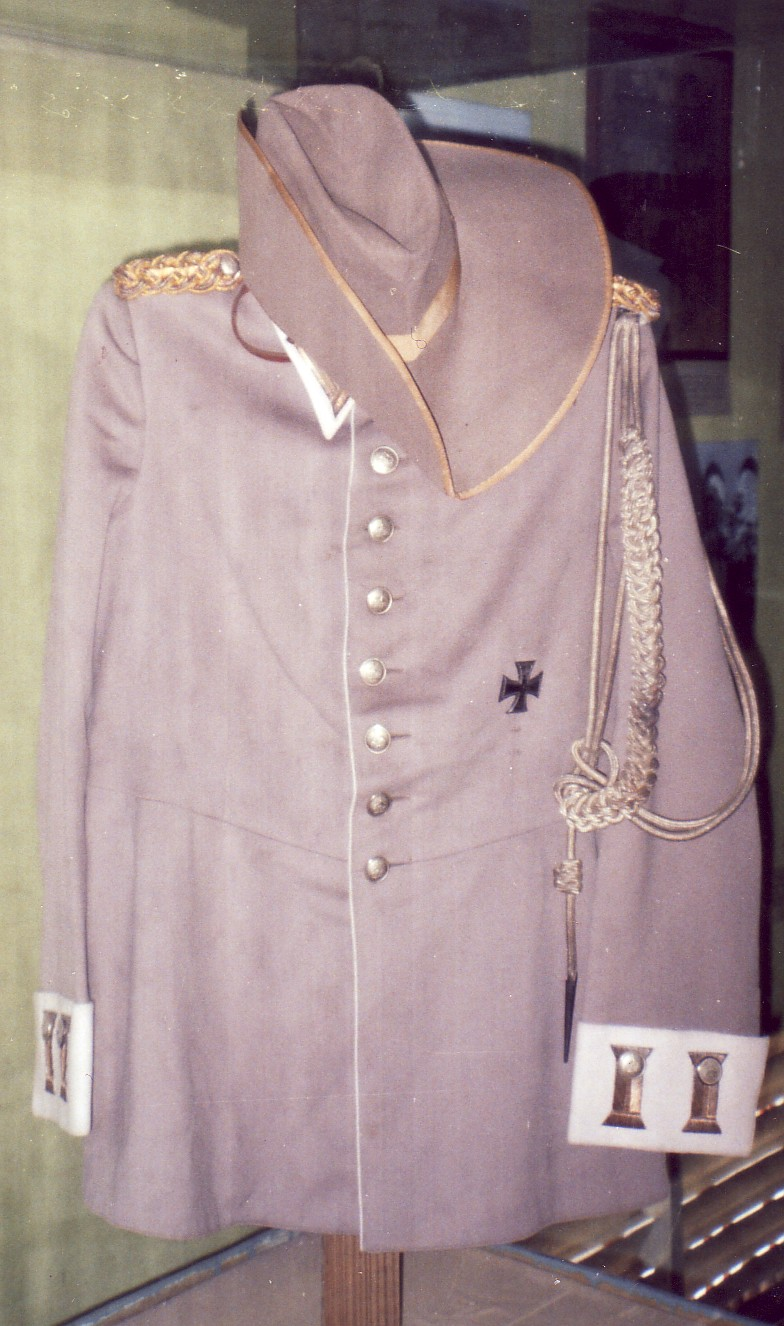
La divisa di Paul Emil von Lettow-Vorbeck durante la campagna in Africa Orientale Tedesca custodita al National Museum di Dar es Salaam

Nel 1914, von Lettow-Vorbeck fu nominato comandante del piccolo contingente composto da 3.000 soldati e dodici compagnie di àscari nell'Africa Orientale Tedesca (l'attuale Tanzania). Allo scoppio della guerra, consapevole della necessità di agire, ignorò gli ordini provenienti da Berlino e dal governatore della colonia, il dottor Heinrich von Schnee. Von Lettow-Vorbeck si preparò dunque a respingere un assalto britannico anfibio presso la città di Tanga, dove tra il 2 e il 5 novembre del 1914 combatté una delle sue più celebri battaglie. Raccolti i suoi uomini e i suoi pressoché inesistenti rifornimenti, decise poi di attaccare le linee ferroviarie britanniche nell'Africa orientale, ottenendo una seconda vittoria presso Jassin il 18 gennaio 1915. Sebbene questa vittoria gli avesse permesso di catturare fucili e altri rifornimenti e di migliorare il morale dei suoi uomini, nello scontro von Lettow-Vorbeck perse anche molti combattenti esperti, tra cui l'espatriato inglese Tom von Prince.
La strategia di von Lettow-Vorbeck era del resto piuttosto semplice: sapendo che l'Africa orientale rappresentava un teatro di scontro secondario, egli cercò di tenervi impegnato il più alto numero possibile di truppe inglesi, in modo tale da tenerle lontane dal fronte europeo e contribuire in tal modo alla causa tedesca.
Dopo alcune sconfitte, von Lettow-Vorbeck decise di evitare lo scontro diretto coi britannici, optando invece per una tattica di guerriglia che lo portò a guidare incursioni nelle colonie britanniche del Kenya e della Rhodesia. Obiettivi scelti dal generale tedesco erano i forti, le ferrovie e le linee di comunicazione britanniche, sempre nell'intento di distogliere le forze inglesi dall'Europa.
Von Lettow-Vorbeck riuscì a radunare circa 12.000 uomini, per lo più ascari, tutti però ben addestrati e molto disciplinati. Gli ascari in particolare divennero celebri per la loro lealtà e per la loro abilità militare. Egli stesso, del resto, riuscì a guadagnarsi il rispetto dei suoi uomini.
Soccorse poi l'equipaggio dell'incrociatore tedesco SMS Königsberg (comandato da Max Looff e affondato nel 1916 dagli inglesi sul delta del fiume Rufiji), recuperandone molti cannoni che furono poi convertiti in pezzi di artiglieria per le battaglie sulla terraferma.
Nel marzo 1916, le forze britanniche guidate da Jan Smuts sferrarono una formidabile offensiva (circa 45.000 uomini) contro le forze tedesche. Von Lettow-Vorbeck riuscì però a fare del clima e del territorio africano i suoi temibili alleati. Gli inglesi, tuttavia, continuarono ad inviare nuove truppe, costringendo il generale tedesco ad arretrare. Nonostante ciò, von Lettow-Vorbeck riuscì ad infliggere ai suoi avversari altre sconfitte, tra cui quella nella battaglia di Mahiwa dell'ottobre 1917, al cui termine i britannici lasciarono sul campo 1.600 uomini (a fronte di sole 100 perdite tra le forze tedesche).
Consapevole della prossima sconfitta tedesca in Europa, von Lettow-Vorbeck riparò nella colonia portoghese del Mozambico, dove attaccò alcune guarnigioni portoghesi e dove raccolse nuove munizioni e uomini. Le forze tedesche rientrarono quindi nell'Africa Orientale Tedesca nell'agosto del 1918 ma solo per poi subito attaccare la Rhodesia (sfuggendo così alla trappola che gli inglesi avevano preparato loro nell'Africa Orientale Tedesca). Due giorni dopo la stipula dell'armistizio in Europa, von Lettow-Vorbeck vinse un'altra battaglia presso Kasama (13 novembre). Quando poi le voci sulla resa della Germania si rivelarono vere, anch'egli si arrese, seppur imbattuto, presso Abercorn, nel moderno Zambia (23 novembre 1918).

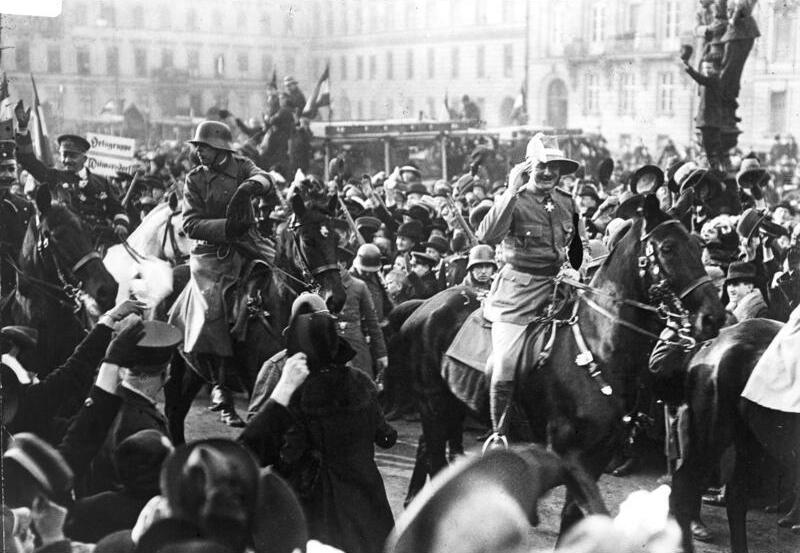
Paul Emil von Lettow-Vorbeck durante la parata

## La carriera dopo la guerra
Dopo la guerra, von Lettow-Vorbeck si adoperò per riportare in patria i soldati tedeschi e per garantire il giusto trattamento dei suoi soldati africani. Incontrò anche Sir Richard Meinertzhagen, capo dell'Ufficio dell'Intelligence Britannico, suo grande nemico durante il conflitto.
Tornato poi in patria nel gennaio del 1919, venne accolto come un eroe e promosso a maggiore generale. Del resto, alla fine della prima guerra mondiale, il contingente di von Lettow-Vorbeck fu l'unica forza tedesca a cui fu tributata una parata di vittoria sotto la Porta di Brandeburgo: si trattava non solo dell'unica forza a non essersi mai arresa al nemico, ma anche di quella che aveva riportato varie vittorie contro forze nemiche soverchianti e, infine, dell'unica ad essere riuscita ad invadere con successo un territorio britannico.
Diventato un attivista di destra, von Lettow-Vorbeck prese parte alle convulse vicende politiche della Repubblica di Weimar, sedendo nel Reichstag dal 1929 al 1930. Quale membro del Partito Popolare Nazionale Tedesco (DNVP), si oppose ai nazisti che, inizialmente, tentarono di usare la sua “leggenda” per la loro causa. Nel 1938, all'età di 68 anni, venne nominato “generale per specifici scopi” ma non fu mai richiamato in servizio. Dopo il 1945, si ritirò definitivamente dalla vita pubblica, con l'unica eccezione di un viaggio nella sua seconda patria, l'Africa orientale, dove ricevette una calorosa accoglienza da parte dei suoi vecchi ascari. Smuts e altri ufficiali sudafricani e britannici suoi ex-avversari riuscirono ad ottenere per lui una piccola pensione da pagare fino alla sua morte.
Un suo giovane ufficiale, il capitano Theodor von Hippel, si servì dell'esperienza maturata in Africa per creare i "Brandeburghesi", un reparto speciale tipo commando inizialmente alle dirette dipendenze del servizio informazioni militari Abwehr durante la seconda guerra mondiale.
In occasione della sua morte, il governo tedesco decise di destinare una somma di denaro ai suoi ascari in Tanzania: venne istituito un Ufficio Cassa temporaneo a Mwanza, sul Lago Vittoria. Dei 350 ascari anziani che si presentarono, solo un pugno di essi poterono esibire i certificati rilasciati loro da von Lettow nel 1918. Altri mostrarono brandelli delle loro vecchie uniformi come prova. Il banchiere tedesco responsabile della somma ebbe un'idea: al presentarsi di ognuno dei richiedenti, questi si vedeva consegnare una scopa. I veterani che ancora sapevano rispondere agli ordini di marcia impartiti in tedesco venivano considerati beneficiari provati del sussidio. Nessuno di essi fallì la prova.